# Ardisia bartlettii
Ardisia bartlettii är en viveväxtart. Ardisia bartlettii ingår i släktet Ardisia och familjen viveväxter.

## Underarter
Arten delas in i följande underarter:
- A. b. bartlettii
- A. b. lilacina